# 李夫人 (北齐武成帝)
李氏（6世纪—574年？），北齐武成帝高湛的妃子，赵郡李叔让的女儿。

## 生平
李氏原為魏孝靜帝元善見的嬪。548年，元善見謀殺權臣高澄事洩，高澄曾闖入皇宮稱必是妃嬪蠱惑，將要殺死胡夫人和李嬪，被孝靜帝駁斥作罷，目前尚不確認此李嬪與後吟詩告別的李嬪是否為同一人。
550年5月，元善見被逼禪讓，退位之前，向後宮告別，李氏吟誦曹植詩送别云：「王其愛玉體，俱享黃髮期」，聞者皆悲傷不已。後李嬪成為高湛的妾。556年她和高湛生了庶長子高綽。
高湛即位，封她做弘德夫人，高綽為南陽王。高湛死後她成為南陽太妃。她的姐姐李氏是南安王高思好的王妃，在武平五年（574年）因丈夫謀反，被處以火刑。李夫人因此受刺激得了精神病，最終去世。

## 延伸阅读
[在维基数据编辑]
 《北史·卷014》，出自李延壽《北史》